# 神保道夫
神保 道夫（じんぼう みちお、1951年11月28日 - ）は、日本の数学者。京都大学名誉教授、東京大学名誉教授、立教大学名誉教授。専門は代数解析学、数理物理学。千葉県出身。

## 経歴
佐藤幹夫の弟子で、佐藤の代数解析学を数理物理学に応用。特に (統計力学における) 可解格子模型、可積分系で多くの業績がある。言語学者の神保格の孫に当たる。
可解格子模型の研究、ヤン・バクスター方程式の代数解析的研究から、ドリンフェルドとは独立に量子群（カッツ・ムーディ リー代数の普遍包絡環のq-類似 ({\displaystyle q}-analog) したもの）を構成した。
三輪哲二と多くの共同研究を発表しており、三輪-神保による{\displaystyle \tau }-関数の構成、XXZ模型に関する貢献、パンルヴェ方程式を可解格子模型の相関函数へ応用する研究、楕円型量子群の構成、共形場理論、{\displaystyle q}-KZ方程式、KdV方程式等において業績がある。

## 学歴
- 1974年 - 東京大学卒業
- 1976年 - 京都大学大学院修士課程修了
- 1986年 - 論文博士（京都大学）

## 職歴
- 1976年 - 京都大学数理解析研究所助手
- 1988年 - 京都大学理学部助教授
- 1992年 - 同教授
- 2000年 - 東京大学大学院数理科学研究科教授
- 2009年 - 立教大学理学部数学科教授
- 2010年 - 京都大学 名誉教授
- 2012年 - 東京大学 名誉教授
- 2022年 - 立教大学 名誉教授

## 受賞・講演歴
- 1987年 - 日本数学会秋季賞：数理物理学に関する代数解析学的研究 （三輪哲二と共同受賞）
- 1990年 - ICM（京都）招待講演[2]
- 1993年 - 日本学士院研究賞：可解模型と量子群の研究
- 2000年 - 朝日新聞社朝日賞：可積分系の代数解析的研究（三輪哲二と共同受賞）[3]
- 2010年 - ウィグナー・メダル
- 2013年 - ハイネマン賞数理物理学部門：量子群・代数解析学・変形理論を用いた、可積分系と統計物理学・場の理論における相関関数の発展に対する深い研究（三輪哲二と共同受賞）
- 2025年 - 瑞宝中綬章受章[4]

## 著書
- 『量子群とヤン・バクスター方程式』シュプリンガー・フェアラーク東京 1990年
- 『複素関数入門』岩波書店 1995年
- 『熱・波動と微分方程式』（俣野博との共著）岩波書店 1996年
- 『ホロノミック量子場』（青本和彦との共著）岩波書店 1998年
- 『ソリトンの数理』（三輪哲二、伊達悦朗との共著）岩波書店 2007年